# كفر العيص
قرية كفر العيص هي إحدى القرى التابعة لمركز كوم حمادة في محافظة البحيرة في جمهورية مصر العربية. حسب إحصاءات سنة 2006، بلغ إجمالي السكان في كفر العيص 4595 نسمة، منهم 2319 رجل و2276 امرأة.